# مووتووو
مووتووو (به لاتین: Mołtowo) یک روستا در لهستان است که در گمینا گوشچینو واقع شده‌است. مووتووو ۱۵۸ نفر جمعیت دارد.